# Serie Mundial de 1925
La Serie Mundial de 1925 fue disputada entre Pittsburgh Pirates y Washington Senators.
Los Pittsburgh Pirates resultaron ganadores al vencer en la serie por 4 partidos a 3.

## Desarrollo

### Juego 1
| Equipo     | 1 | 2 | 3 | 4 | 5 | 6 | 7 | 8 | 9 | C | H | E |
| ---------- | - | - | - | - | - | - | - | - | - | - | - | - |
| Washington | 0 | 1 | 0 | 0 | 2 | 0 | 0 | 0 | 1 | 4 | 8 | 1 |
| Pittsburgh | 0 | 0 | 0 | 0 | 1 | 0 | 0 | 0 | 0 | 1 | 5 | 0 |

LG: Walter Johnson (1–0)  LP: Lee Meadows (0–1)  
HRs:  WSH – Joe Harris (1)  PIT – Pie Traynor (1)

### Juego 2
| Equipo     | 1 | 2 | 3 | 4 | 5 | 6 | 7 | 8 | 9 | C | H | E |
| ---------- | - | - | - | - | - | - | - | - | - | - | - | - |
| Washington | 0 | 1 | 0 | 0 | 0 | 0 | 0 | 0 | 1 | 2 | 8 | 2 |
| Pittsburgh | 0 | 0 | 0 | 1 | 0 | 0 | 0 | 2 | X | 3 | 7 | 0 |

LG: Vic Aldridge (1–0)  LP: Stan Coveleski (0–1)  
HRs:  WSH – Joe Judge (1)  PIT – Glenn Wright (1), Kiki Cuyler (1)

### Juego 3
| Equipo     | 1 | 2 | 3 | 4 | 5 | 6 | 7 | 8 | 9 | C | H  | E |
| ---------- | - | - | - | - | - | - | - | - | - | - | -- | - |
| Pittsburgh | 0 | 1 | 0 | 1 | 0 | 1 | 0 | 0 | 0 | 3 | 8  | 2 |
| Washington | 0 | 0 | 1 | 0 | 0 | 1 | 2 | 0 | X | 4 | 10 | 1 |

LG: Alex Ferguson (1–0)  LP: Ray Kremer (0–1)  SV: Firpo Marberry (1)  
HRs:  WSH – Goose Goslin (1)

### Juego 4
| Equipo     | 1 | 2 | 3 | 4 | 5 | 6 | 7 | 8 | 9 | C | H  | E |
| ---------- | - | - | - | - | - | - | - | - | - | - | -- | - |
| Pittsburgh | 0 | 0 | 0 | 0 | 0 | 0 | 0 | 0 | 0 | 0 | 6  | 1 |
| Washington | 0 | 0 | 4 | 0 | 0 | 0 | 0 | 0 | X | 4 | 12 | 0 |

LG: Walter Johnson (2–0)  LP: Emil Yde (0–1)  
HRs:  WSH – Goose Goslin (2), Joe Harris (2)

### Juego 5
| Equipo     | 1 | 2 | 3 | 4 | 5 | 6 | 7 | 8 | 9 | C | H  | E |
| ---------- | - | - | - | - | - | - | - | - | - | - | -- | - |
| Pittsburgh | 0 | 0 | 2 | 0 | 0 | 0 | 2 | 1 | 1 | 6 | 13 | 0 |
| Washington | 1 | 0 | 0 | 1 | 0 | 0 | 1 | 0 | 0 | 3 | 8  | 1 |

LG: Vic Aldridge (2–0)  LP: Stan Coveleski (0–2)  
HRs:  WSH – Joe Harris (3)

### Juego 6
| Equipo     | 1 | 2 | 3 | 4 | 5 | 6 | 7 | 8 | 9 | C | H | E |
| ---------- | - | - | - | - | - | - | - | - | - | - | - | - |
| Washington | 1 | 1 | 0 | 0 | 0 | 0 | 0 | 0 | 0 | 2 | 6 | 2 |
| Pittsburgh | 0 | 0 | 2 | 0 | 1 | 0 | 0 | 0 | X | 3 | 7 | 1 |

LG: Ray Kremer (1–1)  LP: Alex Ferguson (1–1)  
HRs:  WSH – Goose Goslin (3)  PIT – Eddie Moore (1)

### Juego 7
| Equipo     | 1 | 2 | 3 | 4 | 5 | 6 | 7 | 8 | 9 | C | H  | E |
| ---------- | - | - | - | - | - | - | - | - | - | - | -- | - |
| Washington | 4 | 0 | 0 | 2 | 0 | 0 | 0 | 1 | 0 | 7 | 7  | 2 |
| Pittsburgh | 0 | 0 | 3 | 0 | 1 | 0 | 2 | 3 | X | 9 | 15 | 3 |

LG: Ray Kremer (2–1)  LP: Walter Johnson (2–1)  SV: Red Oldham (1)  
HRs:  WSH – Roger Peckinpaugh (1)
|                                                            |
| Campeón de las Grandes Ligas Pittsburgh Pirates 2.º título |